# Persone di nome Wilson
| Questa pagina contiene informazioni ricavate automaticamente dalle voci biografiche con l'ausilio del template Bio e di un bot. L'aggiornamento è periodico e automatico e ricostruisce completamente la pagina. Se manca una persona in questa lista, sei pregato di non aggiungerla, ma accertati piuttosto che la sua voce biografica contenga il template Bio e che i dati anagrafici siano correttamente compilati. Se il template Bio manca, inseriscilo tu stesso o, in alternativa, metti l'avviso {{tmp\|Bio}} che ne segnala la mancanza. Se i dati riportati sono sbagliati, correggi direttamente la voce biografica; le modifiche saranno visibili in questa lista entro pochi giorni. Per chiarimenti vedi il progetto antroponimi. La lista contiene solo le 68 persone che sono citate nell'enciclopedia e per le quali è stato implementato correttamente il template Bio. Pagina aggiornata al 16 ott 2024. |

Questa è una lista di persone presenti nell'enciclopedia che hanno il prenome Wilson, suddivise per attività principale.

## Allenatori di calcio(2)
- Wilson Escalante, allenatore di calcio e ex calciatore boliviano (Santa Cruz de la Sierra, n. 1977)
- Wilson Gottardo, allenatore di calcio e ex calciatore brasiliano (Santa Bárbara d'Oeste, n. 1963)

## Animatori(1)
- Pete Burness, animatore, regista e produttore cinematografico statunitense (Los Angeles, n. 1904 - Pasadena, † 1969)

## Arbitri di calcio(3)
- Wilson Luís Seneme, arbitro di calcio brasiliano (San Paolo, n. 1970)
- Wilson de Souza Mendonça, ex arbitro di calcio brasiliano (Recife, n. 1964)
- Wilson Carlos dos Santos, arbitro di calcio brasiliano (Rio de Janeiro, n. 1942 - Rio de Janeiro, † 2005)

## Artisti marziali misti(1)
- Wilson Reis, artista marziale misto brasiliano (Januária, n. 1985)

## Attori(5)
- Wilson Barrett, attore, drammaturgo e manager inglese (Chelmsford, n. 1846 - Londra, † 1904)
- Wilson Benge, attore inglese (Greenwich, n. 1875 - Hollywood, † 1955)
- Wilson Cruz, attore statunitense (New York, n. 1973)
- Wilson Jermaine Heredia, attore e cantante statunitense (New York, n. 1971)
- Wilson Gonzalez Ochsenknecht, attore e cantante tedesco (Monaco di Baviera, n. 1990)

## Calciatori(29)
- Wilson Akakpo, calciatore ghanese (Ho, n. 1992)
- Wilson Alegre, ex calciatore angolano (Huambo, n. 1984)
- Wilson Altamirano, calciatore argentino (Villa Allende, n. 1998)
- Wilson Armas, ex calciatore ecuadoriano (Ibarra, n. 1958)
- Wilson Carmo, calciatore portoghese (Porto, n. 1990)
- Wilson Chacón, ex calciatore venezuelano (n. 1971)
- Wilson Contreras, ex calciatore cileno (Vallenar, n. 1967)
- Wilson Eduardo, calciatore portoghese (Massarelos, n. 1990)
- Wilson Isidor, calciatore francese (Rennes, n. 2000)
- Juninho, ex calciatore brasiliano (Arapongas, n. 1984)
- Wilson Kamavuaka, calciatore tedesco (Düren, n. 1990)
- Wilson Lalín, calciatore guatemalteco (Retalhuleu, n. 1985)
- Wilson Macías, ex calciatore ecuadoriano (Guayaquil, n. 1965)
- Wilson Manafá, calciatore portoghese (Oliveira do Bairro, n. 1994)
- Wilson Matias, ex calciatore brasiliano (Limeira, n. 1983)
- Wilson Morante, calciatore ecuadoriano (Vinces, n. 1991)
- Wilson Morelo, calciatore colombiano (Montería, n. 1987)
- Wilson Constantino Novo Estrela, ex calciatore angolano (Namibe, n. 1969)
- Wilson Odobert, calciatore francese (Meaux, n. 2004)
- Wilson Ogechukwu, ex calciatore nigeriano (Lagos, n. 1972)
- Wilson Oruma, ex calciatore nigeriano (Warri, n. 1976)
- Wilson Palacios, ex calciatore honduregno (La Ceiba, n. 1984)
- Wilson Pérez, ex calciatore colombiano (Barranquilla, n. 1967)
- Wilson Piazza, ex calciatore brasiliano (Ribeirão das Neves, n. 1943)
- Wilson Pittoni, calciatore paraguaiano (San Antonio, n. 1985)
- Wilson Rodrigues de Moura Júnior, ex calciatore brasiliano (Santo André, n. 1984)
- Wilson Samaké, calciatore maliano (Vitry-sur-Seine, n. 2004)
- Wilson Sorio, ex calciatore brasiliano (Guarujá, n. 1939)
- Wilson Rodrigues Fonseca, ex calciatore brasiliano (Araras, n. 1985)

## Cantanti(1)
- Wilson Simonal, cantante brasiliano (Rio de Janeiro, n. 1939 - † 2000)

## Cantautori(1)
- Wilson Pickett, cantautore statunitense (Prattville, n. 1941 - Reston, † 2006)

## Cestisti(4)
- Wilson Bombarda, ex cestista brasiliano (Lins, n. 1930)
- Wilson Chandler, ex cestista statunitense (Benton Harbor, n. 1987)
- Wilson Fernando Kuhn Minucci, ex cestista brasiliano (Presidente Prudente, n. 1969)
- Wilson Washington, ex cestista statunitense (Norfolk, n. 1955)

## Ciclisti su strada(1)
- Wilson Rodríguez, ciclista su strada colombiano (n. 1994)

## Direttori d'orchestra(1)
- Wilson Fonseca, direttore d'orchestra, compositore e scrittore brasiliano (Santarém, n. 1912 - Belém, † 2002)

## Fotografi(1)
- Wilson Bentley, fotografo statunitense (Jericho, n. 1865 - Jericho, † 1931)

## Giocatori di football americano(2)
- Wilson Faumuina, giocatore di football americano samoano americano (n. 1954 - † 1986)
- Wilson Whitley, giocatore di football americano statunitense (Brenham, n. 1955 - Marietta, † 1992)

## Ingegneri(1)
- Wilson Greatbatch, ingegnere e inventore statunitense (Buffalo, n. 1919 - Buffalo, † 2011)

## Maratoneti(2)
- Wilson Kebenei, maratoneta keniota (n. 1980)
- Wilson Omwoyo, ex maratoneta e ex mezzofondista keniota (n. 1965)

## Mezzofondisti(3)
- Wilson Kipketer, ex mezzofondista keniota (Kapchemoiywo, n. 1972)
- Wilson Kiprop, mezzofondista e maratoneta keniota (Uasin Gishu, n. 1987)
- Wilson Kiprugut, mezzofondista e velocista keniota (Kericho, n. 1938 - Kericho, † 2022)

## Piloti automobilistici(1)
- Wilson Fittipaldi, pilota automobilistico brasiliano (San Paolo, n. 1943 - San Paolo, † 2024)

## Politici(4)
- Wilson Shannon Bissell, politico statunitense (Rome, n. 1847 - Buffalo, † 1903)
- Wilson Ferreira Aldunate, politico uruguaiano (Nico Pérez, n. 1919 - Montevideo, † 1988)
- Wilson Lumpkin, politico statunitense (Contea di Pittsylvania, n. 1783 - Athens, † 1870)
- Wilson Cary Nicholas, politico statunitense (Williamsburg, n. 1761 - Tufton, † 1820)

## Rugbisti a 15(1)
- Wilson Whineray, rugbista a 15 e dirigente d'azienda neozelandese (Auckland, n. 1935 - † 2012)

## Scrittori(2)
- Wilson Saba, scrittore e attore italiano (Sassari, n. 1975)
- Wilson Tucker, scrittore statunitense (Deer Creek, n. 1914 - St. Petersburg, † 2006)

## Siepisti(1)
- Wilson Boit Kipketer, ex siepista e maratoneta keniota (n. 1973)

## Sindacalisti(1)
- Wilson Pinheiro, sindacalista, politico e ambientalista brasiliano (n. 1933 - Brasiléia, † 1980)